# Pedicinus ancoratus
Pedicinus ancoratus är en insektsart som beskrevs av Ferris 1934. Pedicinus ancoratus ingår i släktet Pedicinus och familjen Pedicinidae. Inga underarter finns listade i Catalogue of Life.